# Condado de Apache
O Condado de Apache está localizado na parte nordeste do estado do Arizona. Em 2000 sua população era de 69 423 habitantes. Sua capital é St.Johns.

## Geografia
O Condado de Apache contém parte da Reserva Indígena Navarro Nation, a Reserva Indígena Forte Apache, e o Parque Nacional Floresta Petrificada.
O condado tem área total de 29 056 km², dos quais 29 020 km² (99,88%) são ocupados por terra e 35 km² (0,12%) são ocupados por água.

### Condados adjacentes
- Condado de Greenlee - sul
- Condado de Graham - sul
- Condado de Navajo - oeste
- Condado de San Juan - norte
- Condado de San Juan - leste
- Condado de McKinley - leste
- Condado de Cibola - leste
- Condado de Catron - leste

## História
O Condado de Apache foi criado em 1879 e se localiza no canto nordeste do Estado de Arizona. Em março de 1895, áreas do Condado de Apache foram secedidas do condado para criar o Condado de Navajo. O Condado de Apache possui muitos recursos naturais e vantagens. Talvez no futuro terá uma grande população agrária. Agora seus vales estão cheios de cactos. Os índios Navajo ocupam a parte nordeste do condado, preferindo as terras fora de sua reserva.

## Demografia
Segundo o censo americano de 2000, o Condado de Apache possui 69 423 habitantes, 19 971 residências ocupadas e 15 257 famílias. A densidade populacional do condado é de 2 hab/km². O condado possui no total 31 621 residências, que resultam em uma densidade de 856 residências/km². 76,88% são nativos americanos, 19,5% da população do condado são brancos, 0,25% são afro-americanos, 0,13% são asiáticos, 0,06% são nativos polinésios, 1,75% são de outras raças e 1,43% são descendentes de duas ou mais raças. 4,49% da população do condado são hispânicos de qualquer raça.
Existem no condado 19 971 residências ocupadas, dos quais 43,8% abrigam pessoas com menos de 18 anos de idade, 49,3% abrigam um casal, 21,4% são famílias com uma mulher sem marido presente como chefe de família, e 23,6% não são famílias. 21,2% de todas as residências ocupadas são habitadas por apenas uma pessoa, e 6,9% das residências ocupadas no condado são habitadas por uma única pessoa com 65 anos ou mais de idade. Em média, cada residência ocupada possui 3,41 pessoas e cada família é composta por 4,04 membros.
36% da população do condado possui menos de 18 anos de idade, 38,5% possuem entre 18 e 24 anos de idade, 9,4% possuem entre 25 e 44 anos de idade, 18,7% possuem entre 45 e 64 anos de idade, e 8,3% possuem 65 anos de idade ou mais. A idade média da população do condado é de 27 anos. Para cada 100 pessoas do sexo feminino existem 98,2 pessoas do sexo masculino. Para cada 100 pessoas do sexo feminino com 18 anos ou mais de idade existem 94,5 pessoas do sexo masculino.
A renda média anual de uma residência ocupada é de 23 344 dólares, e a renda média anual de uma família é de 26 315 dólares. Pessoas do sexo masculino possuem uma renda média anual de 30 182 dólares, e pessoas do sexo feminino, 22 312 dólares. A renda per capita do condado é de 8 986 dólares. 33,5% da população do condado e 37,8% das famílias do condado vivem abaixo da linha de pobreza. 42,8% das pessoas com 17 anos ou menos de idade e 36,5% das pessoas com 65 anos ou mais de idade estão vivendo abaixo da linha de pobreza.
58,32% da população do condado possuem como idioma materno o navajo, seguido pelo inglês, com 38,44%, e pelo espanhol, com 2,72%. O Condado de Apache é um dos 38 condados americanos onde o inglês não é o idioma mais falado pela população, e um dos três onde o idioma mais falado não é nem inglês nem o espanhol.

## Cidades
- Eagar
- Springerville
- St. Johns

## Áreas não incorporadas
- Burnside
- Chinle
- Concho
- Dennehotso
- Fort Defiance
- Ganado
- Houck
- Lukachukai
- Many Farms
- McNary
- Nazlini
- Red Mesa
- Rock Point
- Rough Rock
- Round Rock
- Sanders
- Sawmill
- St. Michaels
- Steamboat
- Teec Nos Pos
- Tsaile
- Window Rock

## Moradores famosos
- Don Lorenzo Hubbell
- Rex E. Lee
- David King Udall
- Mo Udall
- Stewart Udall
- William Cooper